# Ostiglia Football Club 1923-1924
Questa pagina raccoglie le informazioni riguardanti l'Ostiglia Football Club nelle competizioni ufficiali della stagione 1923-1924.

## Rosa
| N. |                   | Ruolo | Calciatore |
| -- | ----------------- | ----- | ---------- |
|    | Italia (bandiera) | A     | Bernadelli |
|    | Italia (bandiera) | P     | Bettini    |
|    | Italia (bandiera) | A     | Broandi    |
|    | Italia (bandiera) | C     | Budriese   |
|    | Italia (bandiera) | A     | Cucchi     |
|    | Italia (bandiera) | D     | Eberle     |

| N. |                   | Ruolo | Calciatore           |
| -- | ----------------- | ----- | -------------------- |
|    | Italia (bandiera) | C     | Forino               |
|    | Italia (bandiera) | D     | Calisto Guernieri    |
|    | Italia (bandiera) | C     | Bindo Salata         |
|    | Italia (bandiera) | D     | Luciano Schiappadori |
|    | Italia (bandiera) | D     | Galliano Villa       |